# San Juan Ermita
San Juan Ermita är en kommunhuvudort i Guatemala.   Den ligger i kommunen Municipio de San Juan Ermita och departementet Departamento de Chiquimula, i den sydöstra delen av landet, 120 km öster om huvudstaden Guatemala City. San Juan Ermita ligger 649 meter över havet och antalet invånare är 1 623.
Terrängen runt San Juan Ermita är kuperad åt sydost, men åt nordväst är den bergig. Runt San Juan Ermita är det ganska tätbefolkat, med 139 invånare per kvadratkilometer. Närmaste större samhälle är Chiquimula, 12,6 km väster om San Juan Ermita. I omgivningarna runt San Juan Ermita växer huvudsakligen savannskog.